# Göstling an der Ybbs
Göstling an der Ybbs è un comune austriaco di 2 085 abitanti nel distretto di Scheibbs, in Bassa Austria; ha lo status di comune mercato (Marktgemeinde).